# Mabea piriri
Mabea piriri är en törelväxtart som beskrevs av Jean Baptiste Christophe Fusée Aublet. Mabea piriri ingår i släktet Mabea och familjen törelväxter. Inga underarter finns listade i Catalogue of Life.